# Бобров, Анатолий Иванович
Анато́лий Ива́нович Бобро́в (1937—2014) — советский и украинский учёный, горный инженер, доктор технических наук, профессор, один из основоположников теории и практики борьбы с местными скоплениями метана и проявлениями суфляров в угольных шахтах. Академик Международной академии наук экологии и безопасности жизнедеятельности и Академии горных наук Украины.

## Биография
Родился в г. Сталино (ныне — г. Донецк) в семье известного советского учёного, горного инженера Боброва Ивана Владимировича.
В 1960 году окончил горный факультет Донецкого политехнического института (ныне — Донецкий национальный технический университет) и был направлен в Государственный макеевский научно-исследовательский институт по безопасности работ в горной промышленности (МакНИИ), где работал по август 2000 года.
С 1960 года — младший научный сотрудник отдела вентиляции и газа МакНИИ.
С 1963 года — старший научный сотрудник того же отдела.
В 1966 году решением ВАК А. И. Боброву присуждена учёная степень кандидата технических наук.
С 1969 по 1982 год — заведующий лабораторией проветривания при очистной выемке.
В эти годы, под руководством А. И. Боброва, создана уникальная лабораторная база МакНИИ, включающая:
- натурные модели очистных и подготовительных выработок;
- модели выемочных участков на пластах пологого и крутого залегания;
- стенды для испытаний средств предотвращения воспламенения и ликвидации скопления метана;
- установки для поверки приборов контроля расхода воздуха в горных выработках и др.

На её основе проведены обширные научные исследования, позволившие разработать, в том числе, средства и способы:
- прогноза, предотвращения и ликвидации суфлярных выделений метана[2] в шахтах;
- предотвращения и ликвидации слоевых[3] и других местных скоплений метана[1] в подготовительных выработках;
- борьбы со скоплениями метана в очистных выработках пологих, наклонных и крутых угольных пластов.

В 1982 году назначен заместителем директора МакНИИ по научной работе.
Одновременно, с 1982 по 1993 год являлся руководителем секции Центральной комиссии по борьбе с внезапными выбросами угля, породы и газа в шахтах Донбасса, а с 1993 по 2000 год — Председателем Центральной комиссии по борьбе с газодинамическими явлениями в угольных шахтах Украины.
Многократно принимал участие в расследовании причин аварий на угольных шахтах СССР, связанных со взрывами метана и внезапными выбросами угля и газа, в качестве эксперта и председателя экспертых комиссий. В том числе:
- взрыва метана и угольной пыли на шахте «Молодогвардейская» производственного объединения «Краснодонуголь» 10 августа 1979 года, при котором погибли 55 шахтёров[6];
- взрыва метана и угольной пыли в шахте «Горская» производственного объединения «Первомайскуголь» 26 апреля 1980 года, при котором погибли 66 шахтёров и горноспасателей,[7];
- взрыва метана и угольной пыли в шахте «Юр-Шор» производственного объединения «Воркутауголь» 23 сентября 1980 года, при котором погибли 34 шахтёра[8];
- взрыва метана и угольной пыли в шахте «Ясиновская-Глубокая» производственного объединения «Макеевуголь» 24 декабря 1986 года, при котором погибло 30 шахтёров[9];
- взрыва метана в шахте «Баренцбург» производственного объединения «Арктикуголь» 11 августа 1989 года, при котором погибли 6 шахтёров[10].

С 1992 по 1997 год — первый заместитель директора МакНИИ.
В 1992 году А. И. Боброву присвоена учёная степень доктора технических наук, а в 1994 году — учёное звание профессора.
В 1995 году избран действительным членом (академиком) Международной академии наук экологии и безопасности жизнедеятельности (МАНЭБ), а также Академии горных наук Украины.
В 1997 году назначен директором МакНИИ.
Одновременно с работой по управлению институтом руководил рядом важнейших научных направлений:
- управление газовыделением в угольных шахтах;
- борьба с газодинамическими явлениями[5];
- контроль состава рудничной атмосферы;
- борьба с угольной и породной пылью;
- локализация взрывов газа и пыли в горных выработках угольных шахт.

Несмотря на переживаемые институтом сложности, по инициативе А. И. Боброва в МакНИИ был реанимирован ряд важнейших, приостановленных в 1990-х годах, направлений научных исследований. В частности, возобновлена разработка:
- средств ликвидации местных скоплений метана[1] в погашаемых тупиках вентиляционных выработок;
- способов прогноза и предотвращения газодинамических явлений;
- способов прогноза формирования радиационной обстановки в угольных шахтах;
- способов локализации взрывов метана и угольной пыли.

Благодаря энергичным усилиям А. И. Боброва, было интенсифицировано создание стационарных и переносных приборов контроля состава рудничной атмосферы.
В течение ряда лет входил в состав:
- Научно-технического совета Министерства угольной промышленности Украины;
- Постоянно действующей комиссии по охране труда Министерства угольной промышленности Украины;
- Учёного совета отделения угля, горючих сланцев и торфа Академии горных наук Украины.

С 2001 по 2008 год работал заместителем начальника государственного предприятия «Донецкий экспертно-технический центр» в г. Донецке.
Скончался 23 ноября 2014 года.
Похоронен в г. Донецке на кладбище «Донецкое море».

## Научный вклад
Внёс значительный вклад в развитие горной науки.
Впервые выявил и описал:
- закономерности формирования суфлярных выделений метана[2] в угольных шахтах;
- явление слоевых скоплений метана[3] в горных выработках шахт, условия их образования, закономерности распространения пламени по таким скоплениям;
- закономерности формирования всех основных видов местных скоплений метана[1] в горных выработках, с учётом средних скоростей воздуха и расхода выделяющегося газа, вида и расположения источников газовыделения, сечения выработок и углов их наклона, наличия труднопроветриваемых пространств.

При участии и под непосредственным научным руководством А. И. Боброва разработаны:
- способы контроля практически всех видов местных скоплений метана в подготовительных и очистных выработках угольных шахт с помощью стационарных и переносных приборов, а также приборов эпизодического действия;
- способы и средства предупреждения и ликвидации слоевых скоплений метана[3] в горных выработках;
- требования к конструкции выемочных комбайнов и механизированных крепей по газовому фактору;
- средства ликвидации местных скоплений метана в подготовительных и очистных выработках угольных шахт за счёт направленного воздействия турбулентных свободных струй воздуха.

Автор более 310 научных публикаций (в том числе 6 монографий), 60 изобретений, 28 авторских свидетельств и патентов.
Результаты выполненных А. И. Бобровым исследований включены в «Правила безопасности в угольных шахтах», и ряд других основополагающих отраслевых нормативных документов по безопасности работ в угольной промышленности России.
Под его руководством подготовлено 20 кандидатов и 3 доктора технических наук.

## Награды и премии
Награждён медалями «За трудовую доблесть», «В ознаменование 100-летия со дня рождения В. И. Ленина», «Ветеран труда», медалью МАНЭБ им. М. В. Ломоносова.
Лауреат Премии им. академика А. А. Скочинского.
Полный кавалер отраслевой награды Знак «Шахтёрская слава».
Полный кавалер отраслевой награды Знак «Шахтёрская доблесть» (Украина).

## Основные научные публикации
- Фролов М. А., Бобров А. И. Суфлярные выделения метана в угольных шахтах. — М.: Недра, 1970. — 152 с.
- Бобров А. И., Фролов М. А., Теличко Э. Н. Местные скопления метана в подготовительных выработках угольных шахт. — Донецк: Донбасс, 1972. — 58 с.
- Бобров, А. И. Местные скопления метана в подготовительных выработках угольных шахт / А. И. Бобров. — Донецк: Донбасс, 1972. — 60 с.: ил.
- Бобров, А. И. Борьба с местными скоплениями метана в угольных шахтах / А. И. Бобров. — М.: Недра, 1988. — 150 с.: ил.